# Lithodora fruticosa
Lithodora fruticosa är en strävbladig växtart som först beskrevs av Carl von Linné, och fick sitt nu gällande namn av August Heinrich Rudolf Grisebach. Lithodora fruticosa ingår i släktet Lithodora och familjen strävbladiga växter. Inga underarter finns listade i Catalogue of Life.

## Bildgalleri

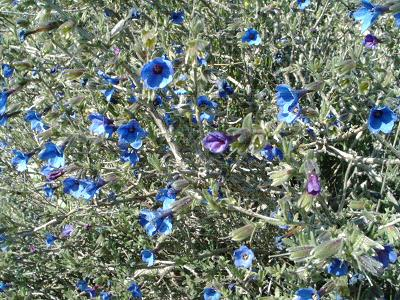
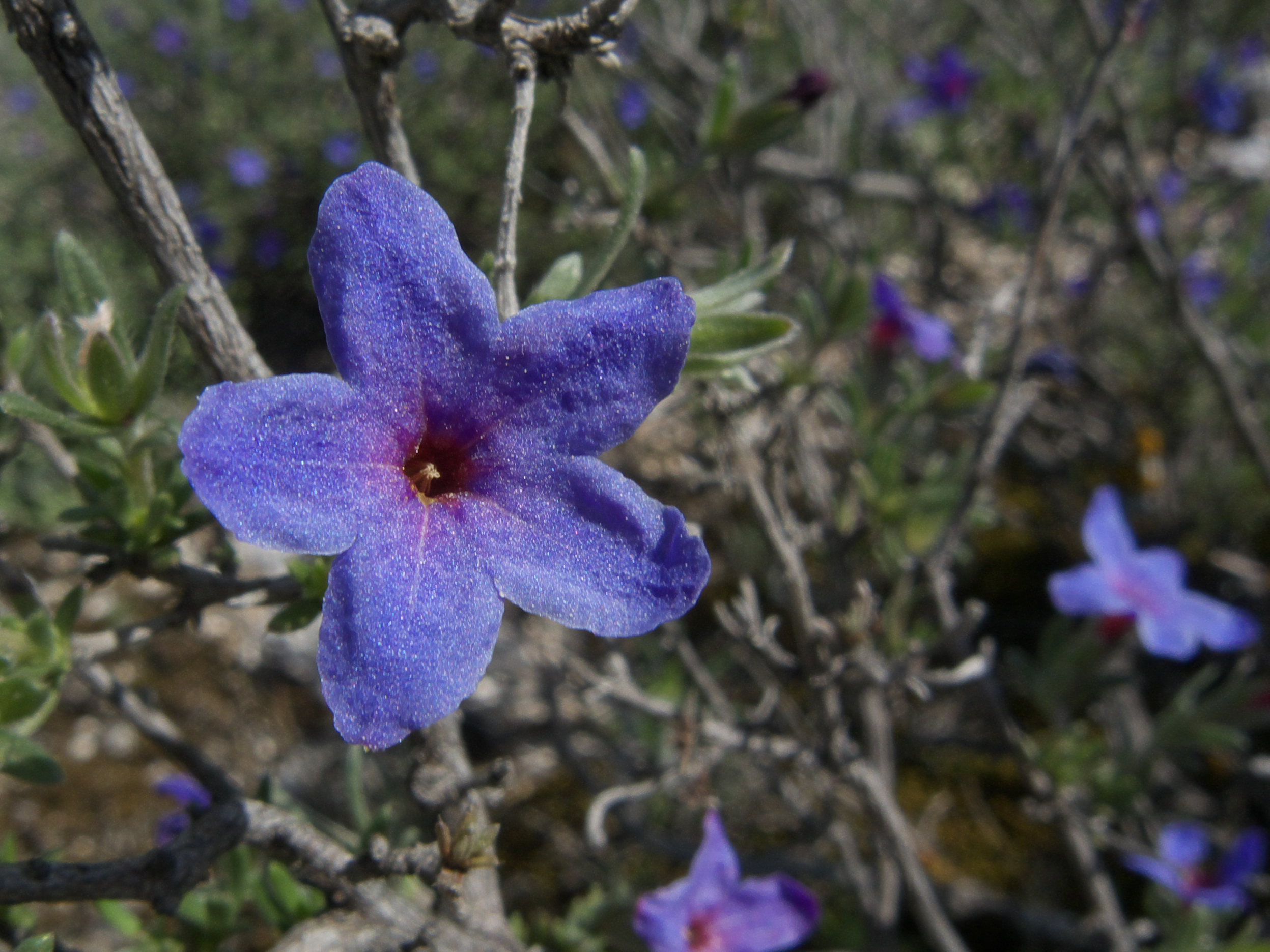